# Dustin Clare
Dustin Clare (2 januari 1982) is een Australisch acteur.
Clare komt oorspronkelijk van het platteland in het noorden van New South Wales, maar hij studeerde aan de Western Australian Academy of Performing Arts. Hij is het meest bekend van zijn rol als Riley Ward in McLeod's Daughters en Gannicus in Spartacus: Gods of the Arena en Spartacus: Vengeance. Voor Riley Ward won hij in 2007 een Logie Award in de categorie 'Most Populair New Male Talent'. 
Verder speelde hij rollen in Air Australia, Iron Bird, Headland, Underbelly en All Saints.

## Filmografie
| Jaar      | Titel                            | Rol                         | Opmerking                                                                                     |
| --------- | -------------------------------- | --------------------------- | --------------------------------------------------------------------------------------------- |
| 2013      | Spartacus: War of the Damned     | Gannicus                    | televisieserie (seizoen 4)                                                                    |
| 2012      | Spartacus: Vengeance             | Gannicus                    | televisieserie (seizoen 3)                                                                    |
| 2011      | The Eye of the Storm             | Col                         | Film                                                                                          |
| 2011      | Spartacus: Gods of the Arena     | Gannicus                    | televisieminiserie                                                                            |
| 2010      | Kanowna                          | Trooper Brown               | Film                                                                                          |
| 2010      | Happenstance                     | Ex Boyfriend                | Film                                                                                          |
| 2008–2010 | Satisfaction                     | Sean (Mels broer)           | televisieserie                                                                                |
| 2009      | Early Checkout                   | Dan                         | Film ook als schrijver en producer                                                            |
| 2009      | Underbelly: A Tale of Two Cities | Christopher Dale Flannery   | televisieserie (8 afleveringen, seizoen 2)                                                    |
| 2008      | Cane Cutter                      | Roo                         | Film (short) als regisseur, schrijver en producer.                                            |
| 2006–2007 | McLeod's Daughters               | Riley Ward                  | televisieserie , een Sliver Logie award gewonnen voor "Most Popular New Male Talent" in 2007. |
| 2007      | Air Australia                    | Sir Charles Kingsford Smith | televisieminiserie                                                                            |
| 2006      | Iron Bird                        | Jonathan Paul Harmer JP     | Film                                                                                          |
| 2005      | Headland                         | Gareth Williams             | televisie-aflevering: #1.2 en #1.3                                                            |
| 2005      | All Saints                       | Rick Fallon                 | televisie-aflevering: New Beginnings                                                          |
| 2004      | Going Down in Flames             | Donny                       | Film                                                                                          |
| 2003      | Brothers                         | Ethan                       | Film                                                                                          |

- Biblioteca Nacional de España: XX5328018
- Bibliothèque nationale de France: cb169419781 (data)
- Gemeinsame Normdatei: 1155972112
- International Standard Name Identifier: 0000 0003 5603 9281
- Library of Congress Control Number: no2011141895
- Nationale Bibliotheek van Tsjechië: xx0218822
- Système universitaire de documentation: 196342392
- Virtual International Authority File: 176114159
- WorldCat: E39PBJwMCj9dhcPhqbmkcmFYfq